# Лоцманов Іван Петрович
Іван Петрович Лоцманов (1903, містечко Деречин Слонімського повіту Гродненської губернії, тепер Гродненської області, Республіка Білорусь — розстріляний 26 січня 1940, місто Москва) — радянський діяч органів державної безпеки, народний комісар внутрішніх справ Киргизької РСР. Депутат Верховної Ради СРСР 1-го скликання (у 1937—1939 роках).

## Біографія
Народився в родині військового (унтер-офіцера). З 1910 по 1913 рік навчався в приходській школі міста Пензи. У 1915—1918 роках — учень Рогачовського реального училища, закінчив чотири класи.
У травні 1917 — червні 1919 року — чорнороб, працював на вивантаженні дрів в місті Рогачові на Гомельщині. У червні 1919 — травні 1921 року — пакувальник газет, експедитор, бібліотекар, завідувач бібліотеки Політосвіти при  військкоматі Рогачовського повіту Гомельської губернії. У 1920 році вступив до комсомолу.
З 1921 року служив у органах державної безпеки. У травні 1921 — 1922 року — реєстратор політбюро Надзвичайної комісії (ЧК) Рогачовського повіту. У 1922 році — секретар уповноваженого Гомельського губернського відділу ДПУ по Рогачовському повіті. До вересня 1922 року — помічник уповноваженого Гомельського губернського відділу ДПУ по Рогачовському повіті. У вересні 1922 — жовтні 1923 року — помічник уповноваженого і уповноважений Гомельського губернського відділу ДПУ Білоруської СРР.
У жовтні 1923 — квітні 1926 року — уповноважений по боротьбі з бандитизмом прикордонного відділення 18-го прикордонного загону, уповноважений 18-го прикордонного загону ОДПУ в містечку Житковичі Білоруської СРР.
Член РКП(б) з 1924 року.
У квітні — серпні 1926 року — уповноважений 13-го прикордонного загону ОДПУ в місті Полоцьку Білоруської СРР.
У серпні 1926 — лютому 1928 року — тимчасовий виконувач обов'язків помічника начальника 12-го Бігословського прикордонного загону ОДПУ Білоруської СРР з оперативної частини. У лютому 1928 — листопаді 1930 року — помічник начальника 12-го Бігословського прикордонного загону ОДПУ Білоруської СРР з політичної частини. У листопаді — грудні 1930 року — помічник начальника 12-го Бігословського прикордонного загону ОДПУ Білоруської СРР з снекретно-оперативної частини.
У грудні 1930 — березні 1932 року — начальник економічного відділення Управління прикордонної охорони і військ ДПУ Повноважного представництва ОДПУ по Білоруській СРР.
У березні 1932 — січні 1937 року — начальник 17-го Тимковицького прикордонного загону ОДПУ-НКВС Білоруської СРР.
У січні — липні 1937 року — начальник оперативного відділу Управління прикордонної і внутрішньої охорони НКВС Казахської РСР.
З 16 серпня 1937 по січень 1939 року — народний комісар внутрішніх справ Киргизької РСР.
Заарештований органами НКВС 3 лютого 1939 року. 25 січня 1940 року засуджений до вищої міри покарання. Розстріляний. Не реабілітований.

## Звання
- полковник (25.02.1936)

## Нагороди
- орден Червоного Прапора (14.02.1936)
- нагрудний знак «Почесний співробітник ЧК-ДПУ» (20.12.1932)